# Ancistroplax chodsigoae
Ancistroplax chodsigoae är en insektsart som beskrevs av Chin 1984. Ancistroplax chodsigoae ingår i släktet Ancistroplax och familjen gnagarlöss. Inga underarter finns listade i Catalogue of Life.